# Mohanad Salem
Mohanad Salem Ghazi Marzouq al-Amin al-Enazi (arabisch مهند سالم, DMG Muhannad Sālim; * 1. März 1985 in Abu Dhabi) ist ein Fußballspieler aus den Vereinigten Arabischen Emiraten.

## Karriere

### Verein
Im Sommer 2006 stieg er aus der U17 von al-Dhafra fest in deren erste Mannschaft auf. Mit diesen stieg er dann auch zur Saison 2007/08 in die erste Liga auf. Nach dieser Spielzeit wechselte er dann aber weiter zu al-Ain, wo er gleich in der Spielrunde 2008/09 den Pokal gewann. In den folgenden gut zehn Jahren gewann er mit dem Team insgesamt vier Mal die Meisterschaft und noch zwei Mal den Pokal. Zur Saison 2021/22 wurde er an al-Ittihad verliehen.

### Nationalmannschaft
Seinen ersten bekannten Einsatz im Trikot der A-Nationalmannschaft der Vereinigten Arabischen Emirate hatte er am 27. Dezember 2008, wo er bei einem 2:2-Freundschaftsspiel gegen den Irak eingesetzt wurde. Im Juni 2009 folgte dann noch ein weiterer Freundschaftsspieleinsatz bei einer 7:2-Niederlage gegen Deutschland.
Weitere Einsätze gab es dann aber erst wieder ab Januar 2012, wo er über den Verlauf des Jahres in mehreren Freundschaftsspielen Einsatzzeit bekam. Zum Start des nächsten Jahres war er dann auch beim Golfpokal 2013 dabei und gewann hier mit seinem Team am Ende den Titel. Er selbst kam nebst dem Finale gegen den Irak in zwei weiteren Spielen zum Einsatz. Danach kam er auch nebst weiteren Freundschaftsspielen auch in der Qualifikation für die Asienmeisterschaft 2015 zum Einsatz. Nach einigen gespielten Partien war sein nächstes Turnier dann der Golfpokal 2014, wo er mit seinem Team es bis ins Halbfinale schaffte. Danach folgte auch seine Kader-Nominierung für die Endrunde bei der Asienmeisterschaft 2015. Dort schaffte er es mit seinem Team am Ende auf den dritten Platz.
Nach dem Ende des Turniers ging es für ihn in der zweiten Jahreshälfte dann weiter mit der Qualifikation für die Weltmeisterschaft 2018, wo er in den folgenden Jahren nebst weiterer Freundschaftsspiele einiges an Einsätzen sammelte. Beim Golfpokal 2017 erreichte er mit seinen Mitspielern dann wieder das Finale, scheiterte dort dann aber am Ende am Oman. Nach ein paar weiteren Freundschaftsspielen endete seine Zeit bei der Nationalmannschaft dann auch erst einmal im September 2018.
Mitte November 2021 kehrte er dann aber noch ein weiteres Mal zurück und stand beim WM 2022-Qualifikationsspiel gegen den Libanon in der Startelf. Seine endgültig letzten Partien absolvierte er aber dann beim Arabien-Pokal 2021, wo er mit seinem Team das Viertelfinale erreichte und er selbst in diesem als auch in einem Gruppenspiel zum Einsatz kam.

## Sonstiges
Sein Bruder ist der katarische Nationalspieler Mohammed Salem al-Enazi.